# Licznik ciepła
Niektóre z zamieszczonych tu informacji wymagają weryfikacji.
Dokładniejsze informacje o tym, co należy poprawić, znajdują się w sekcji Artykuł wymaga dopracowania dyskusji tego artykułu.
 Po wyeliminowaniu niedoskonałości należy usunąć szablon [[Szablon:Dopracować|]] z tego artykułu.
Licznik ciepła (ciepłomierz) – całkujący przyrząd pomiarowy przeznaczony do pomiaru ilości przepływającej energii cieplnej. Jego wskazanie jest podstawą do rozliczania się między dostawcą a odbiorcą tej energii. Jednostką miary energii cieplnej w układzie SI jest dżul (symbol J) równy 1wat · 1sekunda (watosekunda). Jest ona zbyt mała do użytku praktycznego, dlatego powszechnie używaną w rozliczeniach jednostką energii jest gigadżul [GJ].

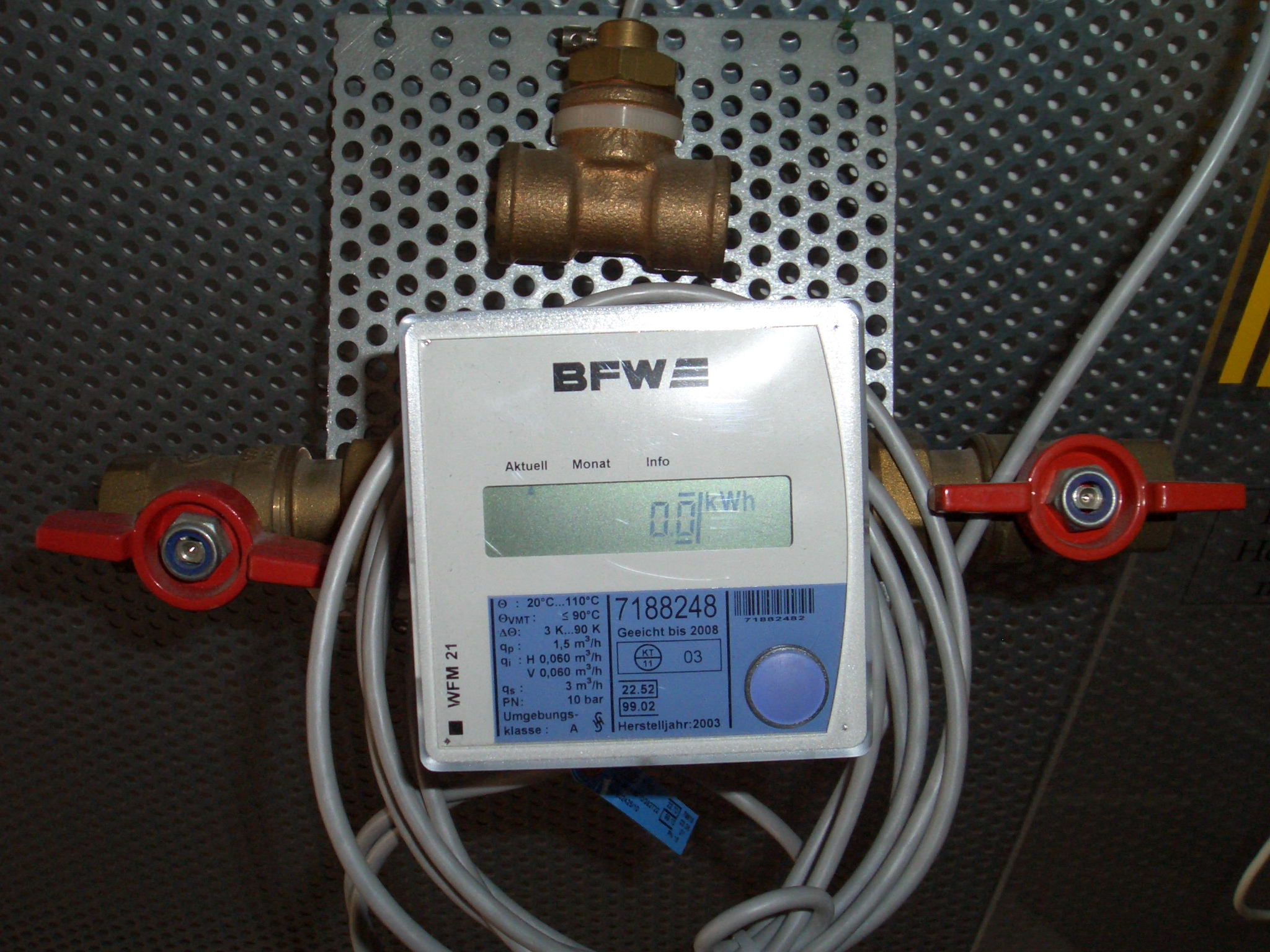
Elektroniczny licznik ciepła

## Budowa
Na licznik ciepła jako złożony system pomiarowy składają się następujące moduły:
- przetwornik przepływu – mechaniczny (skrzydełkowy, śrubowy lub wolumetryczny – objętościowy) lub ultradźwiękowy licznik pomiaru objętości przepływającego czynnika grzewczego,
- czujniki pomiaru temperatury zasilania i powrotu czynnika grzewczego,
- przelicznik – cyfrowy (lub analogowy, obecnie nie stosowany) układ przeliczający mierzone wartości na ilość przepływającego ciepła.

## Zasada działania
Licznik ciepła jest uniwersalnym wysoko rozwiniętym systemem pomiaru ciepła. Ciepło nie jest mierzone w sposób bezpośredni, ale obliczone przez układ zliczający (całkujący) jako suma iloczynów chwilowych pomiarów różnicy temperatur zasilania i powrotu czynnika grzewczego, oraz przepływu masowego tego czynnika – według formuły jak poniżej:
{\displaystyle {\dot {Q}}={\dot {m}}\cdot c_{W}\cdot (t_{z}-t_{p}),}
gdzie:
{\displaystyle {\dot {Q}}} – chwilowy pomiar ilości ciepła (różniczka),
{\displaystyle {\dot {m}}} – chwilowy pomiar masy czynnika (różniczka),
{\displaystyle c_{W}} – ciepło właściwe czynnika grzewczego,
{\displaystyle t_{z}} – temperatura zasilania czynnika (pomiar chwilowy),
{\displaystyle t_{p}} – temperatura powrotu czynnika (pomiar chwilowy).
Temperatura zasilania i powrotu obwodu cieplnego jest mierzona za pomocą czujników cyfrowych lub analogowych. Sygnał (analogowy lub częstotliwościowy) wielkości przepływu jest przeliczany na wartość przepływu objętościowego. Bazując na gęstości medium w punkcie pomiaru, przepływ objętościowy jest następnie przeliczany na przepływ masowy. Entalpie dla obwodów zasilania i powrotu są wyliczane jako iloczyn wartości ciepła właściwego i temperatury przepływającego czynnika. Odejmując od siebie powyższe wartości entalpii jednostkowych, uzyskuje się ich różnicę, która pomnożona przez wartość strumienia masy daje chwilową moc cieplną wydzieloną na odbiorniku (np. grzejniku domowym).
Element całkujący (sumujący) zlicza chwilowe wartości pomiarów i oblicza łączną ilość ciepła według formuły:
{\displaystyle Q=\int \limits _{}^{}{\dot {Q}}_{t}\,\mathrm {d} t,}
wykorzystując zależność między całkowaniem a sumowaniem dla dowolnej rosnącej funkcji {\displaystyle f{:}}
{\displaystyle {}\,\int \limits _{s=a-1}^{b}f(s)\,ds\leqslant \sum _{i=a}^{b}f(i)\leqslant \int \limits _{s=a}^{b+1}f(s)\,ds.}
Wyliczona ilość energii jest sumowana w pamięci przelicznika. Suma energii cieplnej wyświetlana jest na wyświetlaczu ciekłokrystalicznym. W pamięci przelicznika zapamiętane też są wszystkie dane pomiarowe (temperatury i przepływy) i operacyjne (ilość ciepła). Licznik ciepła posiada wewnętrzny zegar czasu rzeczywistego.

## Licznik ciepła z modułem wolumetrycznym
Jeśli pomiar masy czynnika grzewczego wynika z pomiaru objętości (na podstawie klasycznego wolumetrycznego licznika przepływu) i gęstości czynnika, powyższy wzór przyjmie postać:
{\displaystyle {\dot {Q}}={\dot {V}}\cdot \rho \cdot c_{W}\cdot (t_{z}-t_{p}),}
gdzie:
{\displaystyle {\dot {V}}} – chwilowy pomiar objętości czynnika (różniczka),
{\displaystyle \rho } – gęstość właściwa czynnika grzewczego.

## Licznik ciepła z modułem ultradźwiękowym
Liczniki przepływu ultradźwiękowe nie dokonują bezpośredniego pomiaru objętości, ale mierzą szybkość przepływu czynnika. Dla tych liczników formuła obliczeniowa będzie następująca:
{\displaystyle {\dot {Q}}={A}\cdot v\cdot \rho \cdot c_{W}\cdot (t_{z}-t_{p}),}
gdzie:
{\displaystyle A} – pole przekroju przepływu,
{\displaystyle v} – prędkość przepływu.

## Licznik ciepłaversuspodzielnik kosztów
W potocznym rozumieniu licznik ciepła jest często błędnie utożsamiany z podzielnikiem kosztów montowanym na grzejnikach centralnego ogrzewania. Podzielnik kosztów jest urządzeniem, które nie zawiera przepływomierza i mierzy tylko temperaturę i czas. Wskazania podzielnika są zatem proporcjonalnie do całki temperatury w czasie.